# Герб Добрянского района
Герб Добрянского района — официальный символ Добрянского района Пермского края Российской Федерации.
Ныне действующий герб Добрянского района утверждён решением Земского Собрания Добрянского муниципального района от 24 апреля 2007 года № 335 «Об утверждении положений о гербе и о флаге муниципального образования „Добрянский муниципальный район“» и внесён в Государственный геральдический регистр Российской Федерации с присвоением регистрационного № 3416.

## Геральдическое описание герба
В лазоревом поле стоящая на зеленой земле золотая часовня, по краям увенчанная двумя главками, а посредине куполом с такой же главкой наверху; на всех главках — осьмиконечные кресты.

## Символика
- золотая часовня на зеленом холме символизирует историческое произведение декоративного литья — памятник-часовню, созданный мастеровыми Добрянского завода в 1892 году;
- лазоревое поле герба аллегорически характеризует Добрянский район как исключительно богатый водными ресурсами: на его территории находится Камское водохранилище, много рек и озер;
- лазурь — символ истины, чести и добродетели, чистого неба и водных просторов;
- зеленый цвет — символ радости, надежды, жизни, природы, лесных богатств района;
- золото в геральдике символизирует прочность, величие, интеллект, великодушие, богатство.

## История

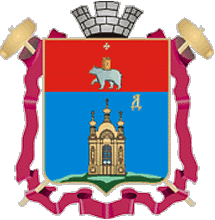
Герб города Добрянка 1998 года и Добрянского района 2006 года

Во времена СССР был разработан проект герба города Добрянка. Описание герба: «В пятиугольном щите надпись „Добрянка“, схематическое изображение Пермской ГРЭС, ниже — волнистые полосы и контуры нефтяной вышки, ели и циркулярной пилы; внизу высоковольтная линия электропередачи.»
Первый официальный герб «города Добрянка с прилегающими территориями», авторами которого были М. А. Калинин, Ю. К. Николаев, С. Р. Хехловский и художники А. П. Зырянов и Л. А. Колчанова, был утверждён Решением Добрянской городской Думы от 17 июня 1998 года № 129. Описание герба: «Герб Добрянки представляет собой геральдический щит в лазоревом поле которого на зеленом бугре (холме) помещена золотая часовня символизирующая историческое произведение декоративного литья — памятник-часовню, созданную мастеровыми Добрянского завода в 1892 г. Часовня сопровождена вправо от зрителя — буквенным изображением „Д“. Щит увенчан серебряной башенною короной о трех зубцах. За щитом два, накрест положенные золотые молотка, соединённые красной лентой».
Данный герб решением Земского Собрания Добрянского муниципального района от 30 января 2006 года № 37 «Об утверждении Положения о гербе Добрянского муниципального района» был переутверждён уже как герб Добрянского района со следующим геральдическим описанием: «В лазоревом (синем, голубом) поле на зеленом холме золотая с серебряным украшениями и лазоревом (синим, голубым) окном часовня, по краям увенчанная двумя главками, а посередине — куполом с такой же главкой на верху; осьмиконечные кресты на главках серебряные. Слева часовня сопровождена золотой буквой „Д“. В верхней части герба (1/3) — Герб Пермской области». Но данный вариант герба не был зарегистрирован в Геральдическом Совете при Президенте РФ и в 2007 году с учётом требований, высказанных Геральдическим Советом, специалистами Пермского геральдического салона была разработана новая редакция герба, которая была утверждена и зарегистрирована в Государственном геральдическом регистре Российской Федерации.